# Мемориальный дом Г. С. Батенькова
Мемориальный дом Г. С. Батенькова — учреждение культуры в Калуге, улица Суворова, д. 42. Как филиал входит в структуру Калужского областного краеведческого музея. Экспозиция посвящена истории Калужской области и жизни декабриста Гавриила Степановича Батенькова (1793—1863).
Проводятся экскурсии, концерты, встречи с интересными людьми.

## История
Музей занимает историческое здание, этот деревянный дом, построенный в первой половины XIX века, был приобретён Батеньковым у прежней домовладелицы, Ефимовой, в 1857 году.
Г. С. Батеньков, русский военнослужащий, участник войны 1812 года и заграничных походов русской армии, выйдя в отставку с военной службы, занялся как инженер путей сообщения строительством дорог и мостов в Сибири, выступал также ка публицист, поэт, философ. За принадлежность к тайному обществу декабристов был осуждён и около 20 лет провёл в тюрьмах. После амнистии декабристам Батеньков поселился в Калуге, где провёл последние семь лет своей жизни.
В XX веке дом был жилым, он был разделён на коммунальные квартиры, благодаря кропотливому труду краеведов и потомков близких Батенькову людей дом был сохранён. Затем при проведении реставрационных работ площадь дома была увеличена пристроенной частью многоэтажного дома, возведённого на территории бывшей усадьбы Батенькова.
В 2006 году историческое здание передано городом Калужскому областному краеведческому музею.
Первые посетители пришли в музей в 2009 году
В 2012—2016 годах экспозиция рассказывала о событиях войны 1812 года. 24 августа 2016 года была открыта новая экспозиция, посвящённая 240-летию Калужской губернии. В ней также представлены мемориальные вещи Батенькова. Следующее обновление экспозиции произошло в 2021 году — открылась выставка «Власть очарованного круга».

## Экспозиция
Современная экспозиция на тему «Власть очарованного круга» представляет подлинные материалы, связанные с персонами, оставившими значимый след в истории Калуги, одним из уникальных экспонатов является вкладная книга калужской Казанской церкви с записью о вкладе светлейшего князя А. Д. Меншикова. Рассказывается о приезде в декабре 1775 года в Калугу российской императрицы Екатерины II (в ходе губернской реформы город стал центром наместничества и губернии) и т. д.